# NGC 2486
NGC 2486 é uma galáxia espiral (Sa) localizada na direcção da constelação de Gemini. Possui uma declinação de +25° 09' 40" e uma ascensão recta de 7 horas, 57 minutos e 56,5 segundos.
A galáxia NGC 2486 foi descoberta em 7 de Novembro de 1864 por Albert Marth.